# KK Novi Sad
Le Košarkaški klub Novi Sad est un ancien club serbe de basket-ball basé à Novi Sad.

## Historique
En étant finaliste de la poule serbe de 2e division serbo-monténégrine en 2006, le KK Novi Sad a obtenu sa place dans le nouveau championnat serbe.
Lors de la saison 2011-2012, le KK Novi Sad fusionne avec le KK Vojvodina, autre club de Novi Sad.

## Palmarès
- Vainqueur de la Coupe de Yougoslavie : 1987

## Entraîneurs successifs
- Depuis ? : Dragan Torbica